# Dvorac Chambord
Dvorac Chambord (francuski: Château de Chambord) je renesansni dvorac francuskog kralja Franje I.; najveći iz loirske skupine s 440 soba i parkom od 4563 ha. Dvorac je 1981. godine upisan na UNESCOv popis mjesta svjetske baštine u Europi.

## Povijest
Po nalogu Franje I., inspiratora prve renesanse u Francuskoj, započeo je graditi 1519. godine Domenico da Cortona, ali djelomično ga je projektirao Leonardo da Vinci, koji je tada živio u Francuskoj pod kraljevom zaštitom. Gradili su ga francuski zidari P. Nepveu-Trinqueau i J. Cocqueau.
U 18. stoljeću Jules Hardouin-Mansart mijenja pročelje i dodaje strmo krovište s mansardama i tornjevima.

## Osobitosti
Chambord je glasovit po veličanstvenim dimnjacima i tavanskim prozorima koji krase njegov krov i domišljato sagrađenom dvostrukom stubištu. Ono se sastoji od dviju rampa koje počinju sa suprotnih strana okruglog prostora i isprepliću se spiralno a da se nikada ne susreću. Taj je nacrt možda sugerirao Leonardo.
Dvorac je dobar primjer upotrebe različitih elemenata koji su činili francusku građevinu početkom 16. stoljeća i zbog kojih je karakter cjeline hibridan. Opća koncepcija dvorca s golemim kružnim tornjevima još je uvijek srednjovjekovan, ali pravilnost i simetričnost tlocrta ukazuju na direktan utjecaj talijanskih renesansnih ideja.
Ranije obrambene kule otvorene su velikim četvrtastim prozorima, a gusta koncentracija mnogih krovova, dimnjaka i malih kula na velikoj terasi stvaraju neku vrstu "ulice" na terasi. Tim elementima arhitektura Chamborda može se smatrati svojevrsnim manirizmom koji potječe iz prevage kasne gotike nad renesansom.

## Poveznice
- Arhitektura renesanse
- Dvorac Fontainebleau
- Chenonceaux
- Azay-le-Rideau

## Vanjske poveznice
- Château de Chambord
- Fotografije Chamborda  Arhivirana inačica izvorne stranice od 8. kolovoza 2008. (Wayback Machine)